# Mount Picciotto
Mount Picciotto är ett berg i Antarktis. Det ligger i Östantarktis. Nya Zeeland gör anspråk på området. Toppen på Mount Picciotto är 2 560 meter över havet.
Terrängen runt Mount Picciotto är varierad. Trakten är obefolkad. Det finns inga samhällen i närheten.